# Кенешбеков, Нурсултан Абылбекович
Нурсултан Абылбекович Кенешбеков (род. 25 марта 2000, Чок-Тал, Иссык-Кульская область) — киргизский легкоатлет, специалист по бегу на средние и длинные дистанции. Двукратный Чемпион Азии в помещении 2024г (Тегеран Иран)Бронзовый призёр Всемирный Универсиаде 2023г (Чэнгду Китай) Выступает за сборную Кыргызстана по лёгкой атлетике с 2018 года, многократный победитель и призёр первенств республиканского значения, действующий рекордсмен страны в дисциплинах 1500 и 3000 метров, участник летних Олимпийских игр в Токио.

## Биография
Нурсултан Кенешбеков родился 25 марта 2000 года в селе Чок-Тал Иссык-Кульской области Кыргызстана.
Впервые заявил о себе на международном уровне в сезоне 2018 года, когда вошёл в состав киргизской сборной и выступил на юниорском азиатском первенстве в Гифу, где в зачёте бега на 5000 метров финишировал седьмым. Позднее в той же дисциплине стартовал на юниорском мировом первенстве в Тампере и на Азиатских играх в Джакарте, где закрыл десятку сильнейших.
Благодаря череде удачных выступлений удостоился права защищать честь страны на летних Олимпийских играх 2020 года в Токио — на предварительном квалификационном этапе 5000 метров показал время 14:07.79, чего оказалось недостаточно для выхода в финальную стадию соревнований.
В 2022 году на зимнем чемпионате Белоруссии в Могилёве установил ныне действующие национальные рекорды Кыргызстана в дисциплинах 1500 и 3000 метров в помещении — 3:46.50 и 7:57.61 соответственно. Принимал участие в чемпионате мира в помещении в Белграде, в программе бега на 3000 метров в финал не вышел. Летом в беге на 1500 метров одержал победу на чемпионате Кыргызстана в Бишкеке, тогда как на Мемориале Ирены Шевиньской Быдгоще установил новый рекорд страны — 3:41.12. Помимо этого, отметился выступлением в беге на 5000 метров на чемпионате мира в Орегоне, бежал 5000 и 10 000 метров на Играх исламской солидарности в Конье.
В 2023 году с результатом 1:09:37 выиграл полумарафон Run the Silk Road в Чолпон-Ате. В Июле он участвовал на чемпионате Азии в Бангкоке, и там чуть чуть не хватило до бронзовый медали на дистанции 1500 м занял 4-место показав результат 3:43:25.
Августе того же года он стал «бронзовым призёром Всемирной Универсиады» на дистанции 5000м в Чэнду. А на дистанции 1500 м занял 10-место с результатом 3:43:50.
В Январе 2024года в Усть-каменогорске он установил новый Национальный рекорд в помещении на дистанции 1500 м, тем самым улучшил свой же рекорд более на 1-секунду(3:45:86)
Спустя некоторое время он стал двукратным чемпионом Азии в помещении (Тегеран)
17 февраля он выступал на дистанции 1500 м, и в упорной борьбе выиграл свой первый медаль в чемпионате Азии и тем самым став чемпионом Азии.
Спустя 2 дня 19 февраля он выигрывает свою вторую золоту, на этот раз на дистанции 3000м . Тем самым Нурсултан Кенешбеков стал двукратным чемпионом Азии.